# Mercedarier

Das Wappen des Mercedarier-Ordens besteht aus dem aragonesischen Wappen (vier rote Streifen auf goldenem Grund); darüber das weiße Kreuz der Kathedrale von Barcelona und die aragonesische Königskrone.

Als Mercedarier werden Mitglieder der katholischen Ordensgemeinschaft des Mercedarierordens (lateinisch Ordo Beatae Mariae de Mercede Redemptionis Captivorum, spanisch Orden de la Merced, Ordenskürzel OdeM) bezeichnet. Eine seltenere Bezeichnung ist Nolasker, nach ihrem Gründer Petrus Nolascus.

## Überblick
Der Orden wurde im frühen 13. Jahrhundert im Königreich Aragonien zum Zwecke des Freikaufs von Christen aus maurischer Gefangenschaft gegründet. Besonderheiten sind die Verehrung der Maria de la Merced (Maria der Barmherzigkeit, Maria vom Loskauf der Gefangenen) sowie der sogenannte Vierte Eid, mit dem sich die Ordensmitglieder seit Mitte des 16. Jh. offiziell verpflichten, notfalls in Geiselhaft zu gehen und ihr Leben zu lassen, wenn dies zur Gefangenenbefreiung nötig sein sollte.
Der zunächst vor allem im spanischsprachigen Raum verbreitete Mercedarierorden betreut heute Schulen und karitative Projekte, die sich gegen „neue Formen der sozialen, politischen und psychologischen Sklaverei“ richten. Der Orden wird durch den Generalmagister mit jeweils sechsjähriger Amtszeit geführt. Seit 2022 ist dies Leoncio Osvaldo Vivar Martínez. Der Ordenssitz befindet sich in der Via Monte Carmelo in Rom.

## Heutiger Orden

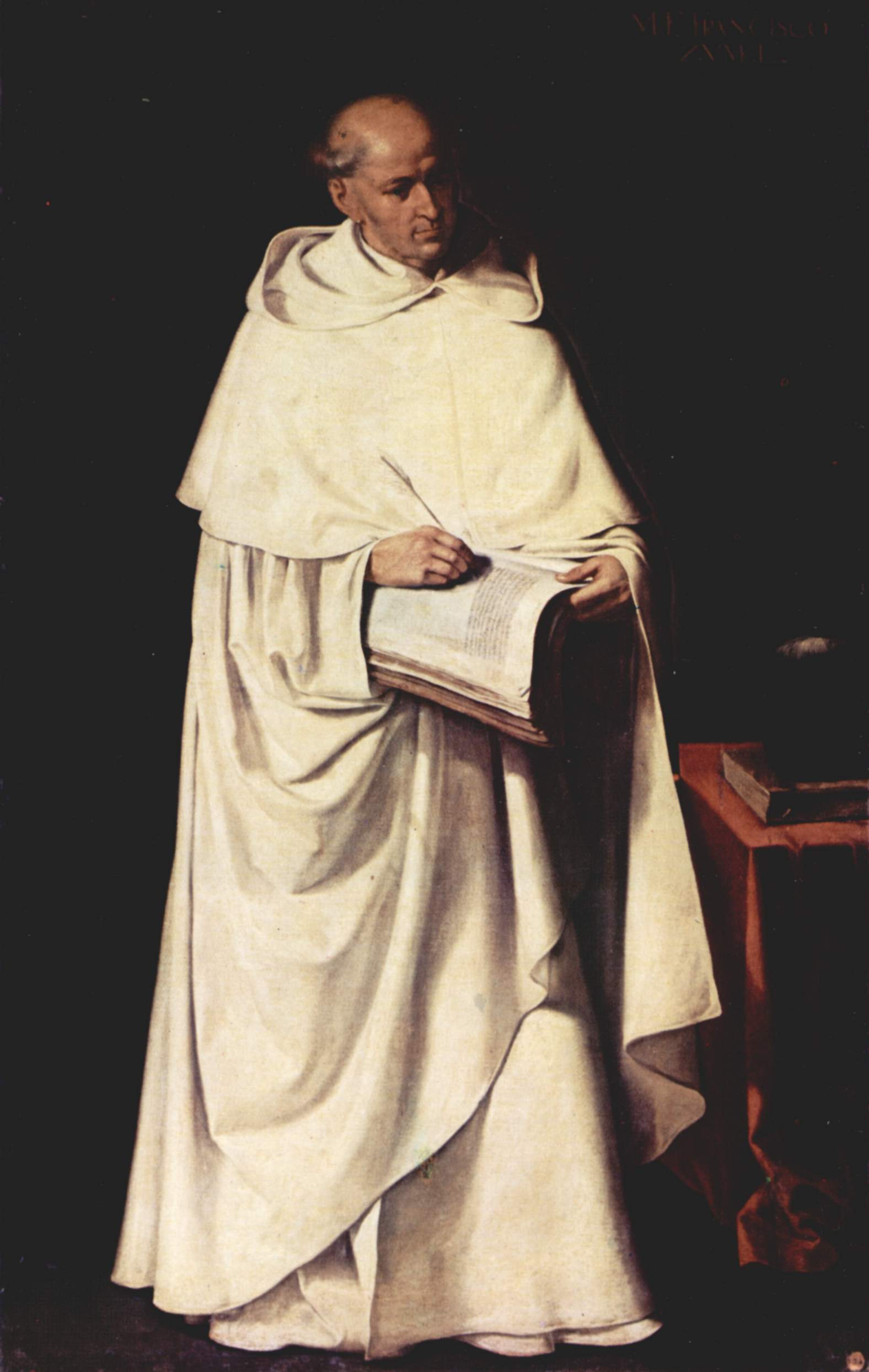
Mercedarier mit weißem Habit, Skapulier und Chormantel, Francisco de Zurbarán (um 1633)

Der Mercedarierorden teilt sich in zwei große Bereiche:

### Ordensleute

#### Männliche Ordensgemeinschaft
Im Jahr 2009 besaß der männliche Ordenszweig 157 Häuser mit 724 Mitgliedern. Die Niederlassungen befinden sich in 22 Ländern und sind in neun Provinzen (Aragon, Argentinien, Brasilien, Chile, Kastilien, Mexiko, Peru, Quito-Ecuador, Rom) und vier Vikariaten (Karibik, Venezuela, Vereinigte Staaten, Zentralamerika) organisiert. In Afrika gibt es Präsenzen in Kamerun, Angola und Mosambik, in Asien Missionen in Indien. Eine Statistik von 1992 schlüsselt den Status der Ordensangehörigen und ihr Engagement genauer auf: 1992 gab es 152 Häuser in 16 Ländern. 10 Ordensmitglieder hatten Bischofsämter inne. Es gab 494 Priester, 140 Ordenspriester, 66 Laienbrüder und 40 Novizen. Sie betreuten 130 Gemeinden, 44 Schulen, 56 Kaplanstellen in Gefängnissen, drei Missionen und 41 Sozialhilfe-Projekte.

#### Weibliche Ordensgemeinschaften
Laienschwestern waren dem Orden schon sehr früh verbunden, ihr Beitritt wurde in den Konstitutionen von 1272 geregelt. Nach dem Konzil von Trient wurden ihre Häuser zu Nonnenklöstern. 1617 wurde der Ordenszweig der Unbeschuhten Mercedarierinnen gegründet, die in strikter Klausur lebten. 1724 gab es etwa in beiden Zweigen zusammen etwa 560 Nonnen.
1997 lebten 173 Mercedarierinnen in elf Klöstern. Ihre heutigen Konstitutionen stammen von 1986.
Einige der Klöster sind zu Verbünden zusammengeschlossen, die entweder das kontemplative oder das aktive Leben betonen.
Hinzu kommen mehrere Kongregationen bzw. Institute des geweihten Lebens:
- Instituto de Nuestra Señora de la Merced de Barcelona
- Hermanas Mercedarias de la Caridad, 1878 in Málaga von Juan Nepomuceno Zegrí y Moreno gegründet
- Suore della Mercede
- Instituto Hermanas Terceras Mercedarias del Niño Jesús
- Hermanas Mercedarias del Santísimo Sacramento (Mutterhaus in Mexiko-Stadt)
- Irmãs Mercedárias Missionárias do Brasil, 1938 von Lúcia Etchepare gegründet
- Hermanas Mercedarias Misioneras de Bérriz
- Mercedarias del Niño Jesús (Mutterhaus in Córdoba in Argentinien)

### Laien
1. Dritter Orden – Die im „dritten Orden“ organisierten Laien besitzen je eigene Statuten mit speziellen Aufgaben (wie Teilnahme an Prozessionen, Kirchenschmuck, karitative Werke) und Rechten (wie z. B. Gottesdienste in ihrem Namen, Grabstätten in den Gotteshäusern).
2. Real Compagnia di Santa Maria della Mercede – Durch den Wiederanschluss von Angehörigen des vormaligen Ritterzweiges an den Orden und deren Anerkennung  als Familiarenzweig nach c. 303 CIC durch Entscheidung des 87. Generalmagisters im Jahre 2002 sind diese offizieller Bestandteil der Ordensfamilie. Diese Gruppe heißt auf Deutsch Königliche Kompanie der hl. Maria vom Loskauf, wobei der italienische Name der gebräuchliche ist. Sie besteht zurzeit weltweit aus etwa 300 Mitgliedern, die sich unterteilen in männliche und weibliche Professen, Devotionsprofessen, Devotionsdamen, Pönitentiäre, Ordenskapläne, Großkapläne und Ordensprälaten. Die Devotionsprofessen und Devotionsdamen verpflichten sich zu einem stärkeren Engagement und zum Breviergebet. Die Mitglieder der genannten Kategorien werden als Familiaren des Ordens geführt. Der Vereinssitz ist in Rom. An der Spitze steht ein Hochmeister mit Sitz in Rom, der das Prädikat Exzellenz führt, zur Zeit der Kölner Hochschullehrer Don Michael Pius Sprenger-Menzel. Ihm steht die vom Generalkapitel gewählte Junta als Leitungsgremium zur Seite. In den verschiedenen Regionen der Welt wird der Hochmeister durch einen Statthalter (ital. Luogotenente) vertreten.  Statthalter der deutschsprachigen Statthalterei St. Serapion ist S. E. Hofrat Jürgen Kotzian. Diesem wiederum unterstehen die Komtureien mit je einem Professen als Komtur und einem Priester als Prior. Diese Gemeinschaft von Laien und Priestern widmet sich Werken der Frömmigkeit und der Caritas in enger geistiger und praktischer Verbindung mit dem religiösen Zweig des Mercedarierordens. Zu gemeinsamen liturgischen Feiern tragen die Mitglieder einen Ordensmantel mit dem Mercedarierwappen. In der Statthalterei deutscher Zunge bestehen die Kommenden Barmherziger Jesus Berlin, St. Albertus Magnus Köln, St. Bonifatius München und Seliger Marco d’Aviano Wien. Weitere Statthaltereien gibt es in Nord- und Südamerika, Spanien und Italien. Großprotektor der Real Compagnia di Santa Maria della Mercede war von 2003 bis zu seinem Tod 2022 der emeritierte Erzbischof von Sevilla Kardinal Carlos Amigo Vallejo.
3. Confraternite
4. Aggregationen

## Gründung und Berufung des Ordens

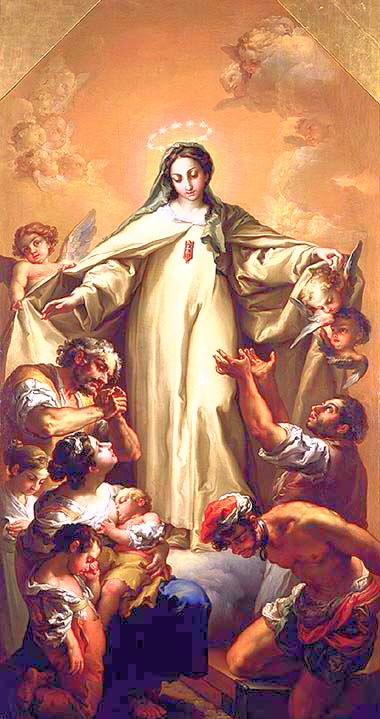
Maria von der Barmherzigkeit (de Mercede)

Die mercedarische Tradition führt die Entstehung des Ordens auf eine Marienerscheinung des Petrus Nolascus (katalan. Pere Nolasc, span. Pedro Nolasco) zurück, die ihn mit der Gründung eines Ordens für den Freikauf von Christen aus maurischer Gefangenschaft beauftragte. Bis heute einflussreich sind Beschreibungen aus dem 16. und 17. Jahrhundert, wonach die Gottesmutter Maria dem Laien Nolascus, dem jungen König von Aragón Jakob I. und dessen dominikanischem Beichtvater Raimund von Penyafort am 1. August des Jahres 1218 in Barcelona erschienen sei. Nolasco sei daraufhin in der Kathedrale von Barcelona vom Bischof Berenguer de Palou das mercedarische Habit und Ordenswappen verliehen worden.
Die historische Quellenlage deutet dagegen auf eine Entstehung durch der Karitas verpflichtete Laien im städtischen Kontext Barcelonas, das mit der muslimischen Levante sowohl durch militärische Auseinandersetzungen als auch durch kommerzielle Expansion in Kontakt stand. Für 1232 ist die Schenkung eines Grundstücks durch den adeligen Ausstatter der Kriegsmarine und Levantehändler Raimundus de Plicamanibus (katalan. Ramon de Plegamans) an Nolasco belegt; Nolasco wird in einer weiteren Stiftung Plicamanibus’ aus dem Jahre 1234 als Vorsteher des dort von Plicamanibus errichteten Hospitals zu Ehren der Heiligen Eulalia von Barcelona bezeichnet.
Die Laienbruderschaft wurde 1235 durch die Bulle Devotionis vestrae von Papst Gregor IX. (1227–1241) als katholischer Orden anerkannt. Wie die Dominikaner, geistliche Ritterorden und andere erhielten die Mercedarier die Augustinusregel, die ein vergleichsweise aktives Leben ermöglichte. Organisation und Amtsbezeichnungen waren an denen der Militärorden orientiert. Die Mercedarier waren jedoch kein königlicher Ritterorden, wie dies im 14. Jahrhundert vom aragonesischen Königshaus und im 17. und 18. Jahrhundert von mercedarischen Ordenschronisten angenommen bzw. propagiert wurde.
Zur Zeit der Entstehung des Ordens gab es bereits verschiedene kirchliche, herrschaftliche, städtische und private Initiativen und Strukturen, die die negativen Folgen der von allen Mittelmeeranrainern praktizierten Sklavenwirtschaft für Christen aufzufangen bemüht waren und die Freikäufe und Gefangenenaustausche organisierten. In Kastilien war 1198 der Trinitarierorden gegründet worden, der Hospitäler betrieb und Freikaufalmosen sammelte.
Die Mercedarier sammelten und verwalteten Spenden und organisierten in unregelmäßigen Abständen Freikauffahrten. Die Losgekauften waren verpflichtet, sich für einen bestimmten Zeitraum an der weiteren Spendensammlung zu beteiligen. Neuere Untersuchungen gehen davon aus, dass zwischen 1235 und 1480 etwa 180 bis 2569 Gefangene losgekauft wurden.
Verschiedene Ordenschronisten und -historiker gehen davon aus, dass es expliziter Auftrag der Maria de la Merced bzw. traditionell gelebte Praxis im Orden gewesen war, sich selbst im Notfall anstelle gefangener Christen in Geiselhaft zu begeben. Mit der Konstitution von 1588 wurde für die Mercedarier neben den üblichen Gelübden von Armut, Keuschheit und Gehorsam ein „vierter Eid“ vorgeschrieben: „[...] und in der Macht der Sarazenen verbleibe ich als Geisel, wenn es nötig zur Befreiung der gläubigen Christen ist“.

## Geschichte des Ordens
Der Laienorden wurde zu Beginn des 14. Jahrhunderts zu einem reinen Priesterorden umgestaltet. Im Jahre 1318 wurde dem Orden durch Papst Johannes XXII. ein Priester als Generalsuperior vorgeschrieben. Ob, und wenn ja wie viele, Laien sich dem im Jahr 1319 gegründeten spanischen Ritterorden von Montesa anschlossen, ist umstritten. Nun nur noch weitgehend aus Priestern und Laienbrüdern bestehend, widmeten sich die Mercedarier der Seelsorge, Spendensammlung und Freikauf. Im 16. Jahrhundert expandierte der Orden im Gefolge spanischer Eroberer auch in Mittel- und Südamerika. Die dortigen Einnahmen und Kontakte bescherten dem Orden auch im spanischen Mutterland ein Siglo de Oro, was sich etwa in zunehmender akademischer Bildung und dem Bekleiden hoher kirchlicher Ämter zeigte. Von 1569 bis 1589 waren die Mercedarier im Besitz der Kirche Sante Rufina e Seconda in Rom. Seit 1690 den Bettelorden zugerechnet, besitzen die Mercedarier auch einen weiblichen Zweig. Im 19. Jahrhundert geriet der Orden für einige Jahrzehnte in eine bedrohliche Krise, als er seine Klöster in Frankreich durch die Französische Revolution verlor; 1835 wurden auch die Niederlassungen in Spanien und in Italien aufgehoben. Seit der Wiederzulassung widmen sich die Ordensangehörigen missionarischen und sozialen Aufgaben.
Die Real Compagnia di Santa Maria della Mercede geht von militärischen Ursprüngen und einer fortgesetzten militärischen Tradition im bzw. parallel zum Orden aus. In Spanien und Italien bestanden demnach einige Gruppen von Mercedarierrittern selbständig fort und gründeten Bruderschaften bzw. ritterliche Vereinigungen auf Basis des katholischen Glaubens. Durch Dekret des Generalmagisters des Mercedarierordens kam es im Jahre 2002 zu einer offiziellen Wiedervereinigung der zeitweilig selbständigen Ritter mit dem offiziellen Klerikerzweig. Bis zum Tod des letzten Ritters im Jahr 2002 wurden im vatikanischen Staatshandbuch Annuario Pontificio die Mercedarier als päpstlicher Ritterorden aufgelistet. Der 1941 im römischen Exil verstorbene spanische König Alfons XIII. wurde vor seiner Beisetzung in Rom in der Ordenstracht der Mercedarierritter aufgebahrt.

## Heilige des Mercedarierordens

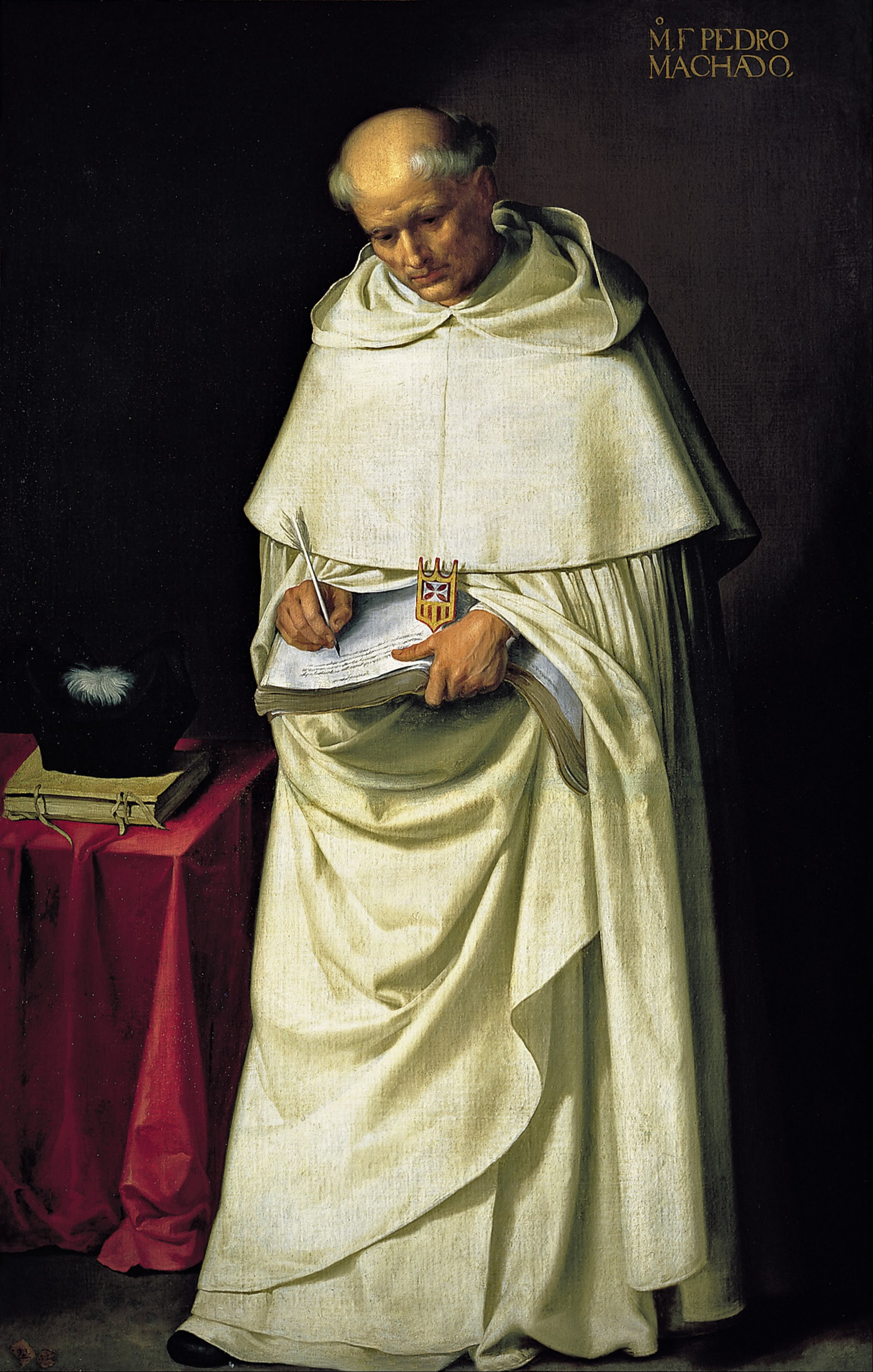
Fray Pedro Machado, Francisco de Zurbarán (um 1633)

- Petrus Nolascus (1182–1249 oder 1256)
- Raimund von Peñafort (1175–1275)
- Raimund Nonnatus (1200–1240)
- Petrus Armengol (1238–1304)
- Serapion (1179–1222)
- Maria de Cervelló (1230–1290), Gründerin der Schwestern des Mercedarierordens (Festtag: 19. September)

## Priester und Brüder des Mercedarierordens
- Fray Gabriel Telléz „Tirso de Molina“ (1587–1648), berühmter spanischer Dramatiker
- Abel Alonso Núñez OdeM (1921–2003), Bischof von Campo Maior
- Ramón López Carrozas OdeM (1913–1998), Bischof von Bom Jesus do Gurguéia von 1989 bis 2014
- Florencio Roselló Avellanas (* 1962), Erzbischof von Pamplona y Tudela
- José Vázquez Díaz OdeM, Bischof von Bom Jesus do Gurguéia von 1958 bis 1981
- Sebastián de Castañeda OdeM (* um 1505–† wohl vor 1570), Gründer des Klosters La Merced in Cusco, Peru
- Martín de Murúa OdeM (* um 1525 oder 1540–† um 1618), Missionar und Chronist in Südamerika

## Der Mercedarierorden in Österreich
In Wien gab es in der Vergangenheit ein Spital des Ordens in der Boltzmanngasse 9. Dieses wurde 1722/23 nach einem Entwurf von Anton Ospel für das von Mercedariern verwaltete Spanische Spital erbaut. Die der Maria de Mercede geweihte Kirche fand seit 1785 für das von Kaiser Joseph II. begründete Waisenhaus Verwendung.
Seit 1914 dient die Kirche als Seminarkirche für das Wiener Priesterseminar.
Seit 2005 existiert in Wien auch eine Kommende der Real Compagnia di Santa Maria della Mercede.

### Ordenschroniken
- Murúa, Martín de, Historia General del Pirú, orígen y descendencia de los Incas... , Ms. 1616.
- Remón, Alonso, Historia General de la Orden de Nuestra Señora de la Merced Redención de Cautivos...  (2 Bd.), Madrid 1618, 1633.
- Vargas, Bernardo de, Chronica Sacri et Militaris Ordinis Beatae Mariae de Mercede Redemptionis Captivorum (2 Bd.), Palermo 1619, 1622.
- Molina, Tirso de (Pseud. Fr. Gabriel Téllez), Historia general de la orden de Nuestra Senora de las Mercedes (2 Bd.), (Ms.1636, 1639), Madrid 1973, 1974.
- Salmerón, Marcos, Recuerdos históricos y políticos..., Valencia 1646.

### Historische Studien über den Orden
- Vázquez Núñez, Fr. Guillermo, Manual de historia de la Orden de Nuestra Señora de la Merced. Tomo I, Toledo 1931.
- Pérez Rodriguez, Fr. Pedro Nolasco, Historia de las misiones mercedarias en América, Madrid 1966.
- Brodman, James William, Ransoming Captives in Crusader Spain: The Order of Merced on the Christian-Islamic Frontier, Pennsylvania 1986. (PDF).
- García Oro, José / Portela Silva, Maria José, Felipe II y la Reforma de las Ordenes Redentoras, in: Estudios 200-201 (1998), 5-155.
- Taylor, Bruce, Structures of Reform. The Mercedarian Order in the Spanish Golden Age, Leiden 2000, ISBN 90-04-11857-8; 978-9004118577
- León Cázares, María del Carmen, Reforma o extinción: Un siglo de adaptaciones de la Orden de Nuestra Señora de la Merced en Nueva España, México 2004, ISBN 978-970-32-2182-0
- Mora González, Enrique, Fe, Libertad, Frontera. Los rescates de la Merced en la España de Felipe II (Redenciones 1575, 1579 y 1583) (Diss.Pontifica Universitá Gregoriana Rom 2012).
- Keller, Maret, Expansion und Aktivitäten des Mercedarier-Ordens im Andenraum des 16. Jahrhunderts, Heidelberg 2015 (PDF).
- Jaspert, Nikolas, Gefangenenloskauf in der Krone Aragón und die Anfänge des Mercedarierordens. Institutionelle Diversität, religiöse Kontexte, mediterrane Verflechtungen. in: Grieser/Priesching (Hgg.) Gefangenenloskauf im Mittelmeerraum. Ein interreligiöser Vergleich. Hildesheim u. a. 2015, ISBN 978-3-487-15219-6, S. 99–121.